# Shalimar (Florida)
Shalimar ist eine Stadt im Okaloosa County im US-Bundesstaat Florida. Das U.S. Census Bureau hat bei der Volkszählung 2020 eine Einwohnerzahl von 737 ermittelt. 

## Geographie
Shalimar liegt am Westende der Choctawhatchee Bay. Die Stadt liegt rund 40 km südlich von Crestview sowie etwa 80 km östlich von Pensacola.

## Demographische Daten
Laut der Volkszählung 2010 verteilten sich die damaligen 717 Einwohner auf 348 Haushalte. Die Bevölkerungsdichte lag bei 896,3 Einw./km². 88,0 % der Bevölkerung bezeichneten sich als Weiße, 3,2 % als Afroamerikaner, 1,0 % als Indianer und 3,8 % als Asian Americans. 1,9 % gaben die Angehörigkeit zu einer anderen Ethnie und 2,1 % zu mehreren Ethnien an. 5,6 % der Bevölkerung bestand aus Hispanics oder Latinos.
Im Jahr 2010 lebten in 26,8 % aller Haushalte Kinder unter 18 Jahren sowie 25,5 % aller Haushalte Personen mit mindestens 65 Jahren. 70,9 % der Haushalte waren Familienhaushalte (bestehend aus verheirateten Paaren mit oder ohne Nachkommen bzw. einem Elternteil mit Nachkomme). Die durchschnittliche Größe eines Haushalts lag bei 2,34 Personen und die durchschnittliche Familiengröße bei 2,76 Personen.
21,6 % der Bevölkerung waren jünger als 20 Jahre, 16,2 % waren 20 bis 39 Jahre alt, 39,2 % waren 40 bis 59 Jahre alt und 22,9 % waren mindestens 60 Jahre alt. Das mittlere Alter betrug 47 Jahre. 47,6 % der Bevölkerung waren männlich und 52,4 % weiblich.
Das durchschnittliche Jahreseinkommen lag bei 84.750 $, dabei lebten 9,2 % der Bevölkerung unter der Armutsgrenze.
Im Jahr 2000 war Englisch die Muttersprache von 96,18 % der Bevölkerung und Spanisch sprachen 3,82 %.

## Verkehr
Shalimar wird von der Florida State Road 85 durchquert. Die nächsten Flughäfen sind der Destin–Fort Walton Beach Airport (rund 5 km nordöstlich) und der Pensacola International Airport (rund 80 km westlich).

## Kriminalität
Die Kriminalitätsrate lag im Jahr 2010 mit 146 Punkten (US-Durchschnitt: 266 Punkte) im niedrigen Bereich. Es gab einen Raubüberfall, acht Einbrüche und vier Diebstähle.